# Seward (Kansas)
Seward é uma cidade localizada no estado americano de Kansas, no Condado de Stafford.

## Demografia
Segundo o censo americano de 2000, a sua população era de 63 habitantes.
Em 2006, foi estimada uma população de 60, um decréscimo de 3 (-4.8%).

## Geografia
De acordo com o United States Census Bureau tem uma área de
0,6 km², dos quais 0,6 km² cobertos por terra e 0,0 km² cobertos por água. Seward localiza-se a aproximadamente 582 m acima do nível do mar.

## Localidades na vizinhança
O diagrama seguinte representa as localidades num raio de 24 km ao redor de Seward.